# Жевресен
Жевресен (фр. Gevresin) насеље је и општина у источној Француској у региону Франш-Конте, у департману Ду која припада префектури Безансон.
По подацима из 2011. године у општини је живело 116 становника, а густина насељености је износила 16,79 становника/km². Општина се простире на површини од 6,91 km². Налази се на средњој надморској висини од 680 метара (максималној 783 m, а минималној 650 m).

## Демографија
| 1962. | 1968. | 1975. | 1982. | 1990. | 1999. | 2011. |
| ----- | ----- | ----- | ----- | ----- | ----- | ----- |
| 106   | 110   | 101   | 97    | 106   | 107   | 116   |

График промене броја становника у току последњих година